# Marolta

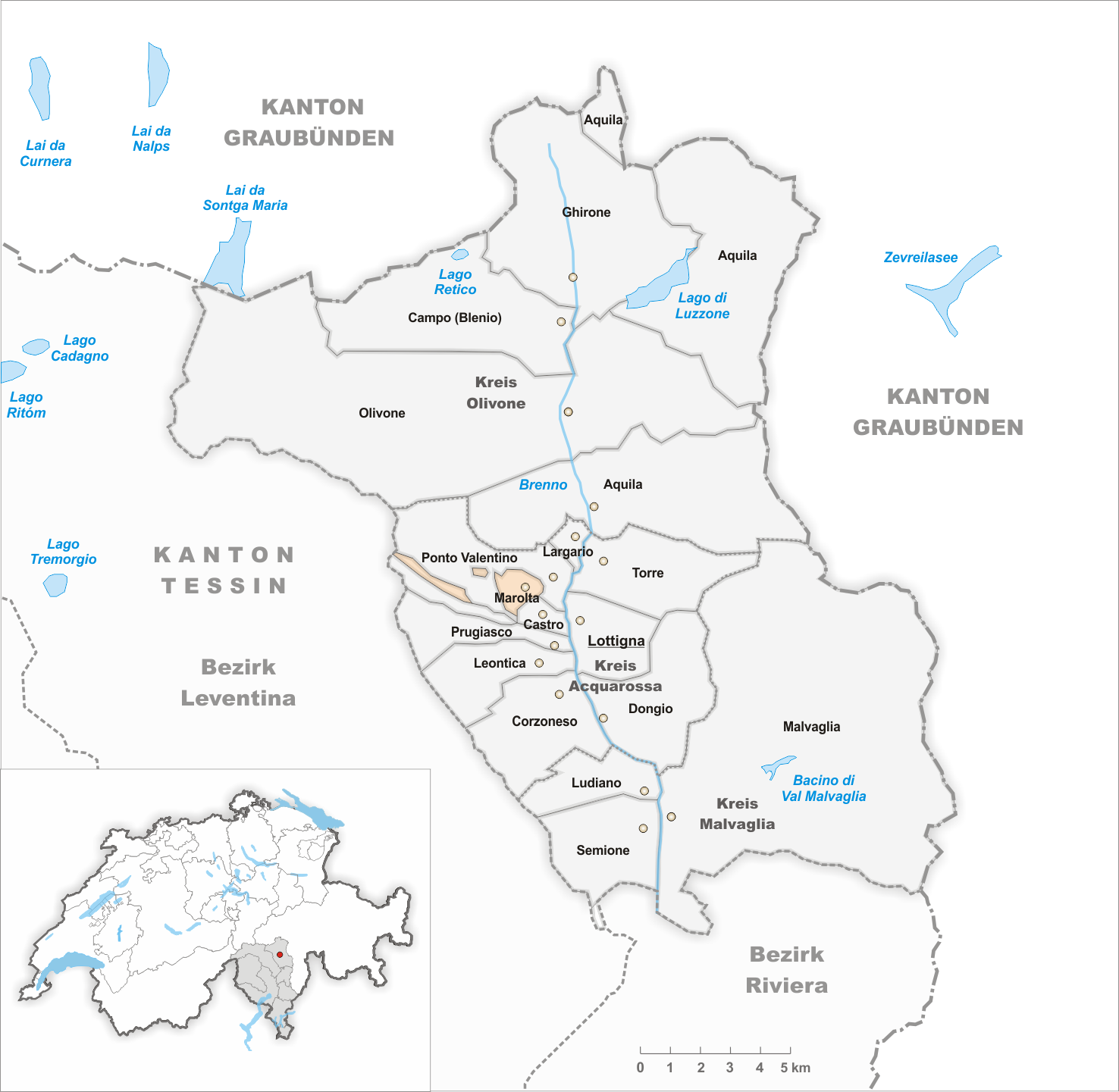
Gemeindestand vor der Fusion am 4. April 2004

Marolta (lombardisch ebenso) ist eine Ortschaft in der 2004 gebildeten politischen Gemeinde Acquarossa im Schweizer Kanton Tessin. Zuvor bildete sie eine eigenständige Gemeinde.

## Geographie
Das Dorf liegt im mittleren Bleniotal auf 793 m ü. M., am Osthang des Pizzo Molare, 18 Kilometer nördlich von Biasca.

## Geschichte
Marolta findet sich erstmals im Jahre 1205 als Malouta urkundlich erwähnt. Die Herkunft des Namens ist unsicher.
Im Mittelalter gehörte es mit Castro und Ponto Valentino zur Nachbarschaft (vicinia) und zum Abgabebezirk (rodaria) Consiglio. Die Abtei San Pietro in Ciel d’Oro von Pavia hatte dort zu Ende des 12. Jahrhunderts Grundbesitz. Oberhalb des Dorfes liegen die Reste einer Casa dei Pagani, einer Höhlenburg aus dem 9.–11. Jahrhundert, die als Wacht-, Signalhaus (Hochwacht) oder Fluchtburg gedient haben könnte.
Im 16. Jahrhundert wurde Marolta eidgenössisch. Die Gemeingüter der alten Nachbarschaft wurden 1895 aufgeteilt; seit 1897 bildet Marolta eine selbständige Ortsbürgergemeinde. Eine eigene Pfarrei ist es seit 1909.
Am 4. April 2004 fusionierte die damalige Gemeinde mit Castro, Corzoneso, Dongio, Largario, Leontica, Lottigna, Ponto Valentino und Prugiasco zur neuen Gemeinde Acquarossa. Marolta bildet aber nach wie vor eine eigenständige Bürgergemeinde.

## Bevölkerung
Einwohnerzahlen: Volkszählungsdaten

## Sehenswürdigkeiten

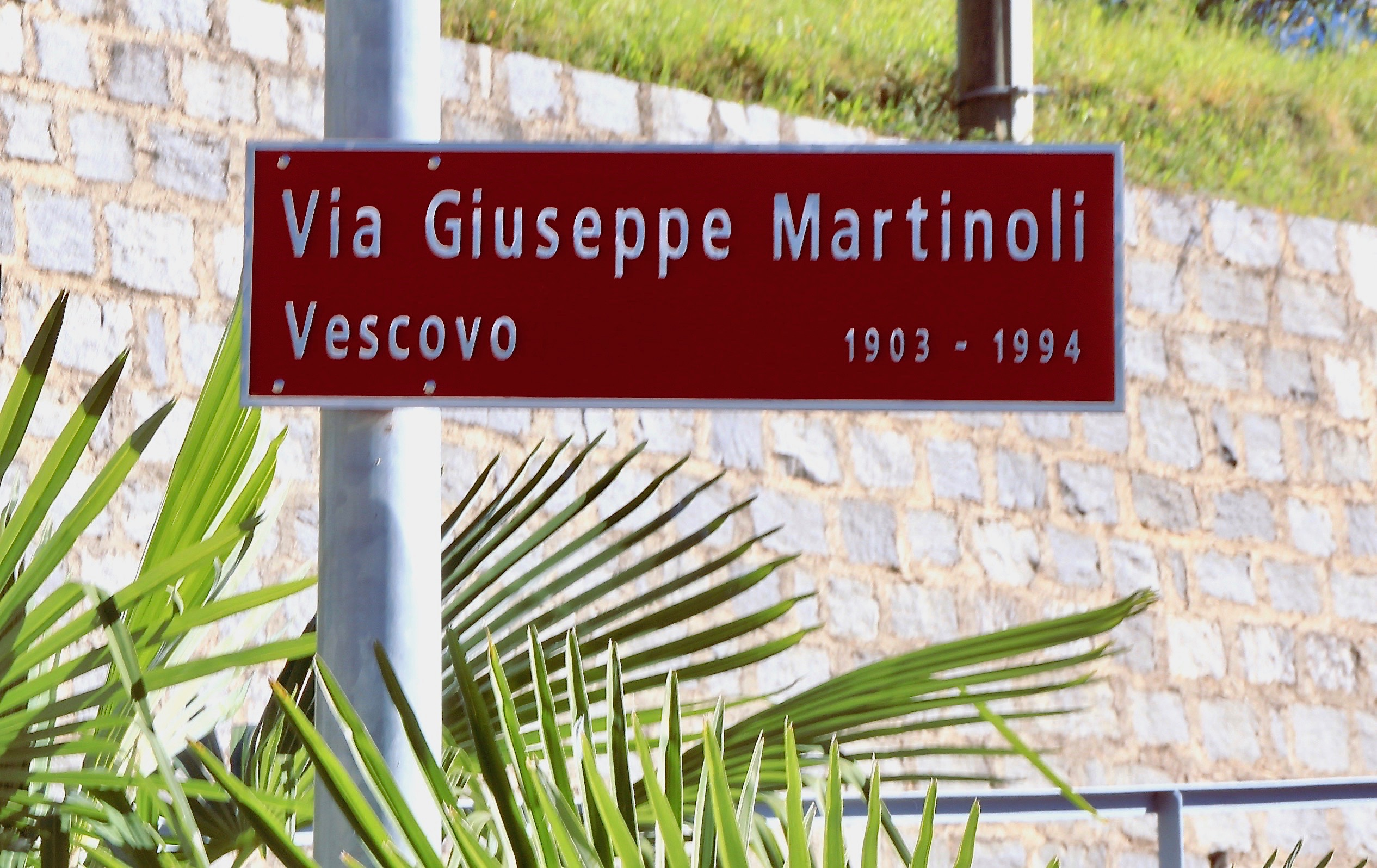
Strassenschild in Marolta

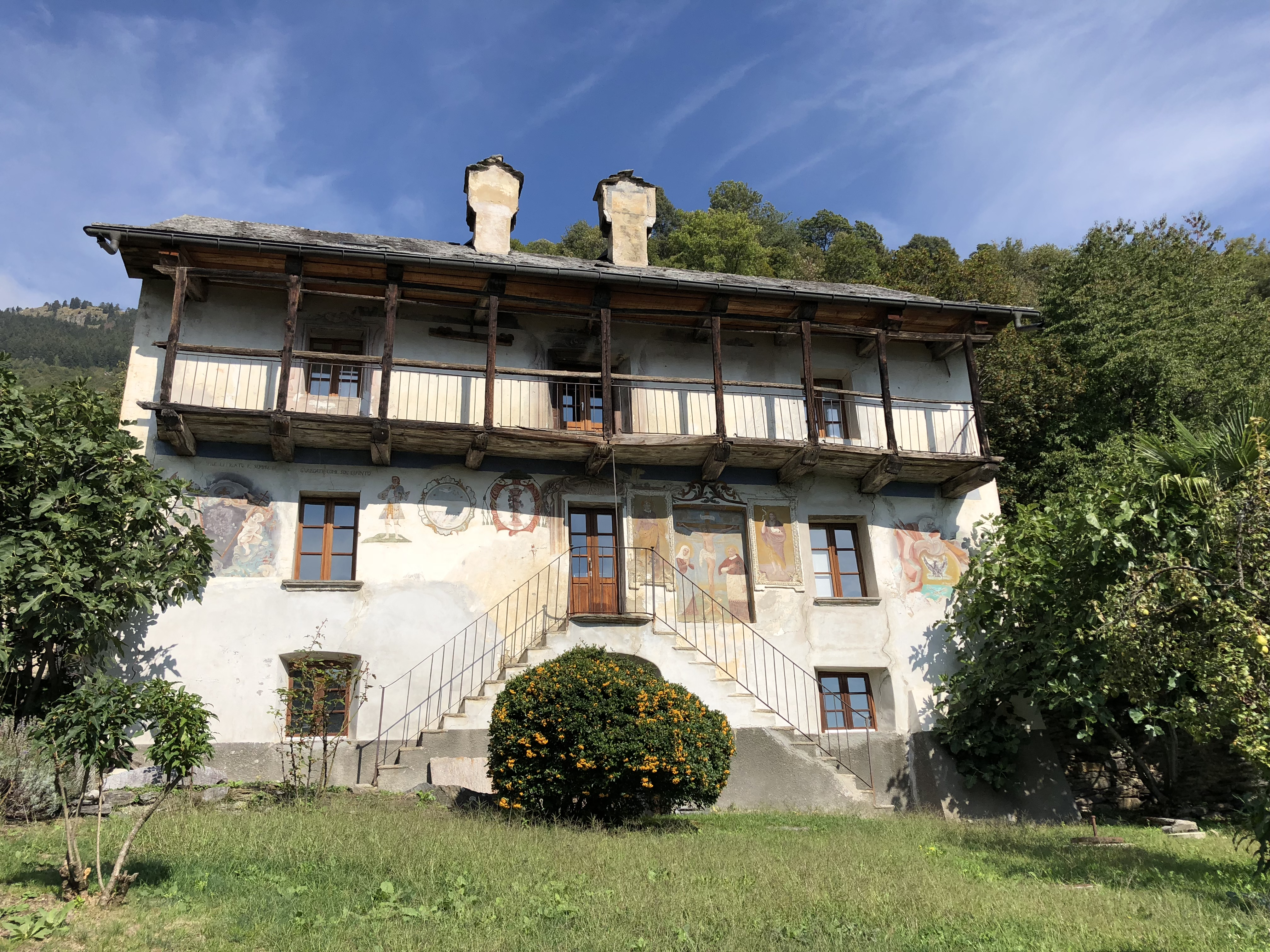
Casa Romagnolo, erbaut von Hauptmann Francesco Romagnolo

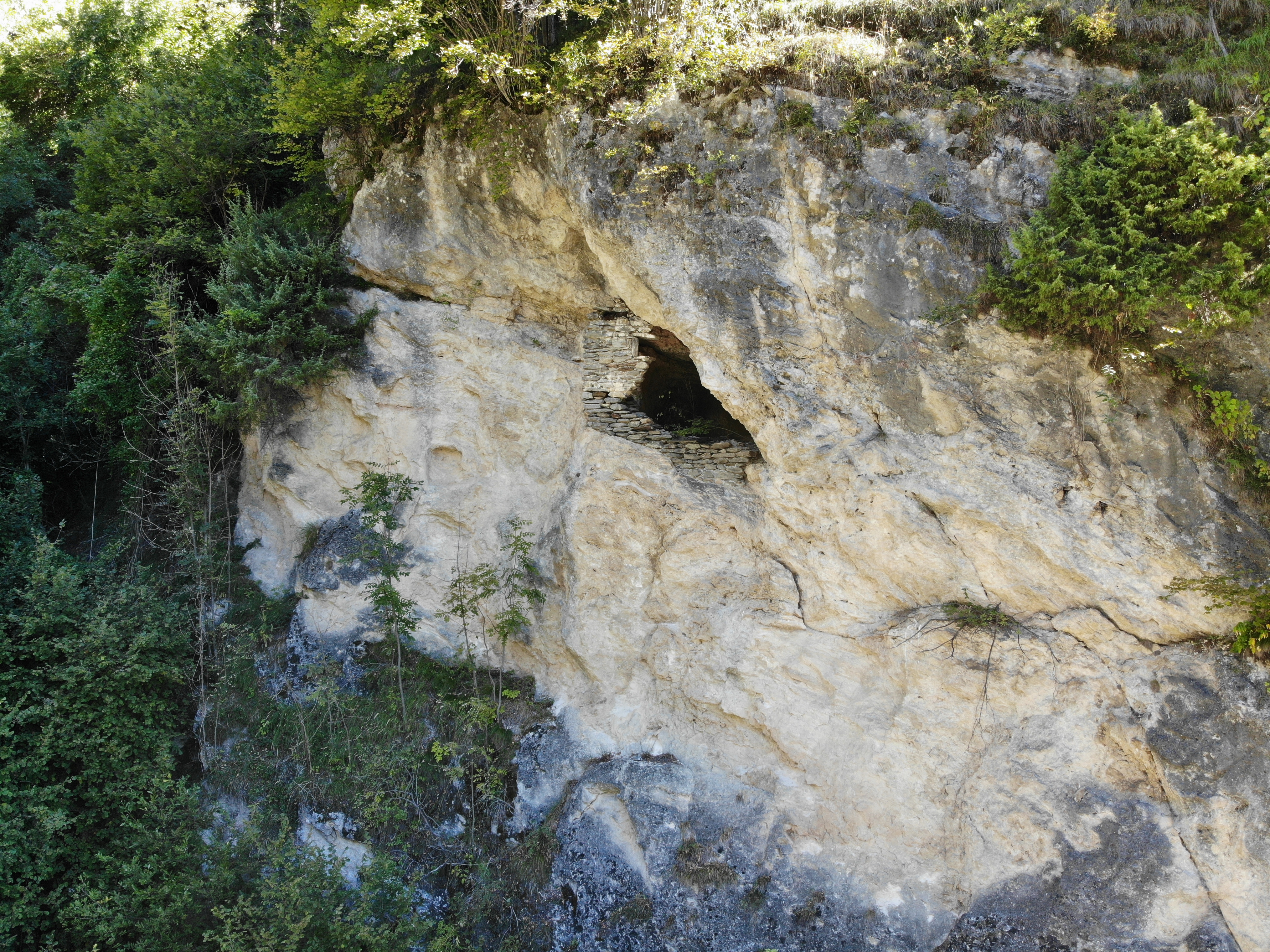
Casa dei Pagani von Westen

- Pfarrkirche Santi Bartolomeo e Gottardo 1402 erstmals erwähnt[6]
- Oratorium Santa Maria Assunta im Ortsteil Traversa, 1663[6]
- Casa Romagnolo (18. Jahrhundert)[6] Die Casa Romagnolo wurde zwischen 1683 und 1688 von Hauptmann Francesco Romagnolo, Richter des Kreises Castro, erbaut. Vermutlich wurden die Freskes auf der Ost-, West- und teilweise der Hauptfassade 1745 (Datum auf den Kaminen) von Carlo Biucchi gemalt. Der lustige Charakter der Brüder Biucchi aus Castro zeigt sich in den beiden Figuren. Der Nackte sagt: «Ich habe immer gekämpft und immer gewonnen, schaut wie ich gemalt bin.» Der andere, wie ein reicher Ritter gekleidete Mann, sagt: «Ich habe immer gekämpft und immer verloren, schaut wie ich verschieden bin.»
- Casa Vescovi[6]
- Schalenstein im Ortsteil Migiodico (1167 m ü. M.)[7]

## Persönlichkeiten
- Francesco Romagnolo (* um 1640 in Marolta; † nach 1688 ebenda), Hauptmann, Richter des Kreises Castro, wohnhaft in Marolta

- Familie Martinoli
  - Giovan Battista Martinoli (* 10. Juni 1821 in Marolta; † 16. Mai 1889 in Dongio), Primarlehrer in Faido, Journalist der Zeitung Il Credente Cattolico, Pfarrer von Tesserete und Ludiano, Generalvikar des Bistums Lugano[8][9]
  - Sebastiano Martinoli (* 7. Februar 1872 in Dongio; † 21. Februar 1938 in Luzern), Politiker, Staatsanwalt und Richter[10]
  - Giuseppe Martinoli (* 28. Februar 1903 in Marolta; † 7. Dezember 1994 in Lugano), Priester, Bischof des Bistums Lugano

- Achille Ferrari (* 6. Juli 1886 in Marolta; † 14. Januar 1943 in Minusio), Dozent für Physik und Naturwissenschaften[11]